# Venezillo lacustris
Venezillo lacustris är en kräftdjursart som beskrevs av Stefano Taiti och Franco Ferrara 1987. Venezillo lacustris ingår i släktet Venezillo och familjen Armadillidae. Inga underarter finns listade i Catalogue of Life.